# Nolay (Nièvre)
Nolay è un comune francese di 367 abitanti situato nel dipartimento della Nièvre nella regione della Borgogna-Franca Contea.

## Società

### Evoluzione demografica
Abitanti censiti